# Nick Van Eede
Nick Van Eede (ur. 14 czerwca 1958 w Cuckfield jako Nicholas Eede) – angielski muzyk, producent oraz autor tekstów. Najlepiej znany z autorstwa singla "(I Just) Died in Your Arms", który wykonał ze swoim zespołem Cutting Crew.

## Wczesne lata
W późnych latach 70 XX wieku, pracując w szpitalu poznał Chasa Chandlera, który wysłał go do Polski jako support dla zespołu Slade. W późniejszych latach występował przed takimi zespołami jak: Hot Chocolate czy zespół David Essex i wydał między innymi takie single jak: Rock 'n' Roll Fool.

## Pierwsze zespoły
Pierwszym zespołem jaki sformował był The Drivers z Makiem Normanem i Steve'em Boorerem. Wydali album Short Cuts z singlami "Tears On Your Anorak" i "Talk All Night". Dołączył do nich gitarzysta Kevin MacMichael, zespół działał w latach 1981-1983.

## Cutting Crew
Z powodu wypadku samochodowego wszyscy członkowie The Drivers nie mieli możliwości występów i pojawiła się konieczność sformowania nowego zespołu. Pierwszym przyjętym muzykiem został perkusista Martin Beedle. Pomysłem na nazwę zespołu był artykuł w magazynie Sounds określający grupę Queen jako wypalona załoga, która nie może nagrywać nowych piosenek. Stąd wzięła się nazwa dla nowego zespołu Cutting Crew. W 1985 zespół podpisał kontrakt na wydanie albumu Broadcast w Siren Records, promowanym singlem I just died in your arms tonight.